# Tłokowo

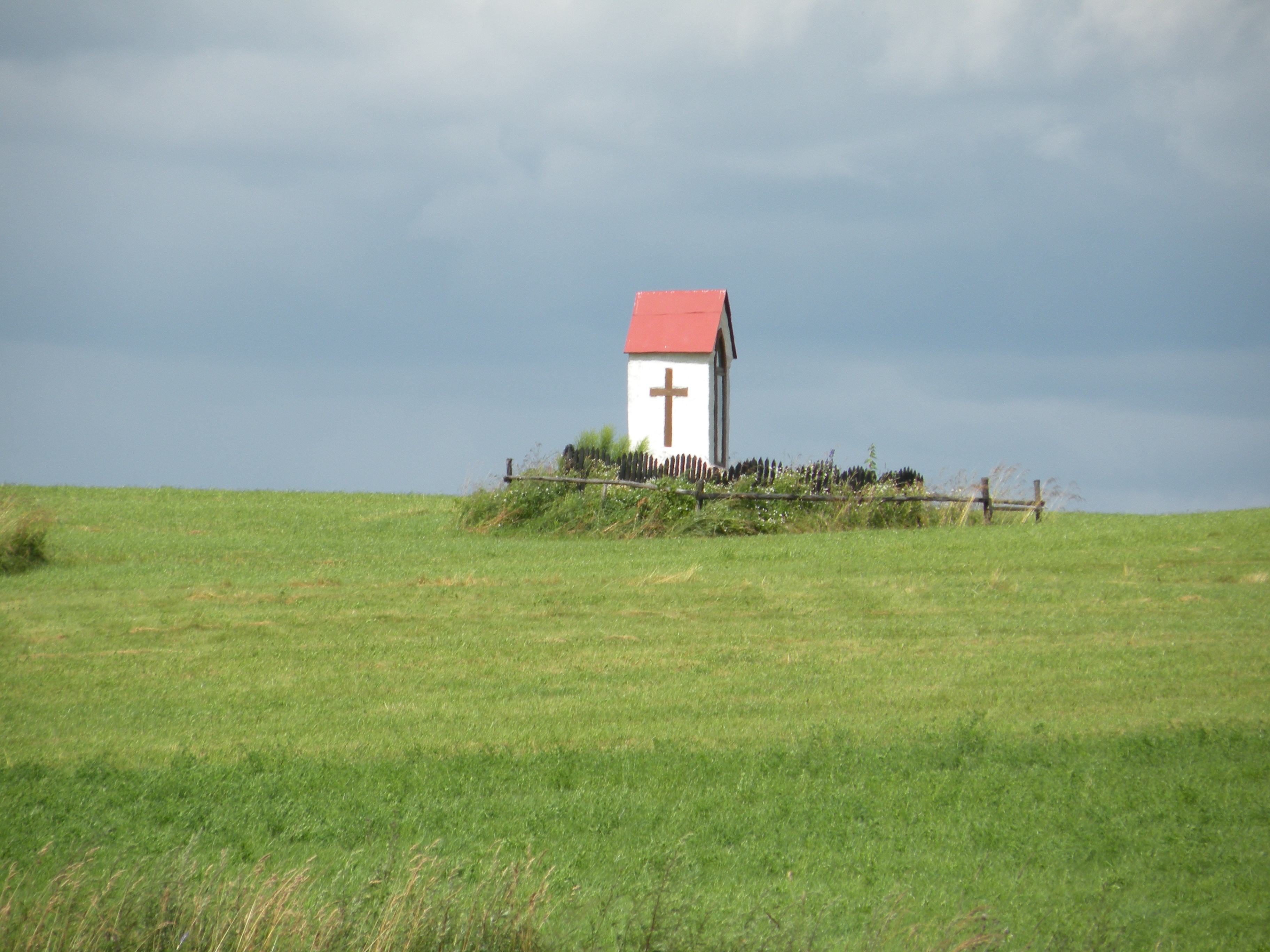
Kapliczka przydrożna na wschód od wsi przy nieistniejącym już trakcie.

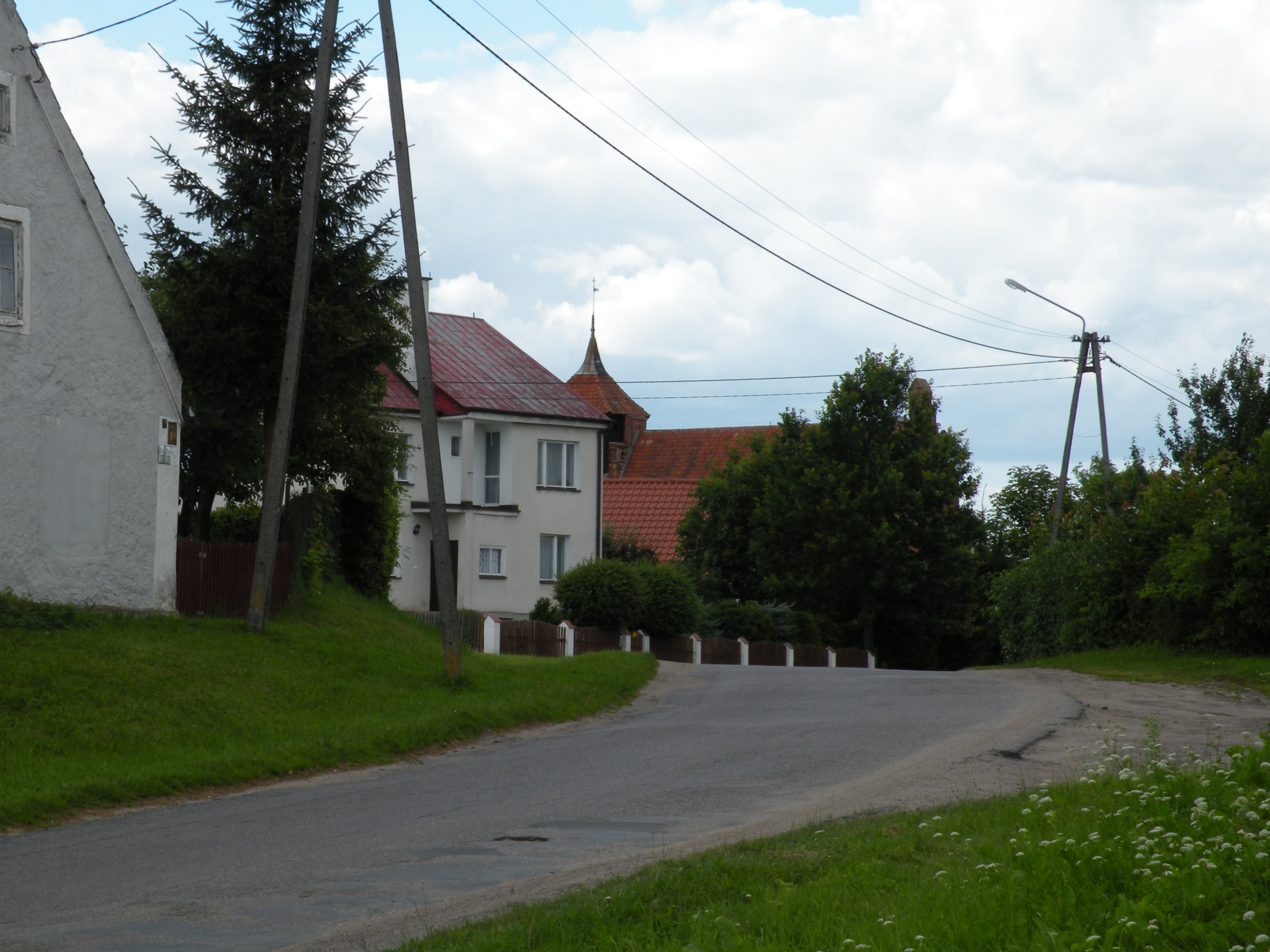
Widok Tłokowa od strony Jezioran

Tłokowo (niem. Lokau) – wieś warmińska w Polsce położona w województwie warmińsko-mazurskim, w powiecie olsztyńskim, w gminie Jeziorany. W latach 1975–1998 miejscowość administracyjnie należała do województwa olsztyńskiego. Wieś znajduje się w historycznym regionie Warmia.
Wieś położona jest w odległości ok. 1,5 km na północ od Jezioran na trasie Jeziorany-Bisztynek, licząca obecnie 247 mieszkańców, zlokalizowane są tutaj 55 gospodarstwa domowe.
Dawniej była to wieś typowo rolnicza, obecnie rolnictwo odgrywa coraz mniejszą rolę. W uprawach dominują wielohektarowe uprawy intensywnego rolnictwa, z enklawami użytkowanych pastwisk i drobnymi zbiornikami wodnymi, najczęściej o charakterze okresowym. Na wschód od wsi nasyp nieczynnej linii kolejowej (linia z Jezioran). Poza zwartą zabudową wiejską występują także siedliska w zabudowie kolonijnej. We wsi urodził się biskup warmiński Andreas Thiel (1826–1908).
W Tłokowie znajduje się (od XVII w.) sanktuarium ku czci Świętego Rocha.
W pobliżu znajduje się jezioro Rink, którego nazwa pochodzi prawdopodobnie od legendy o zatopionym orszaku weselnym i młodej parze, która zginęła wraz z orszakiem weselnym pod taflą lodu (nazwa jeziora pochodziłaby według tej legendy od zatopionych obrączek młodej pary). Obecnie mieści się tu kąpielisko z parkingiem – miejsce rekreacji użytkowane głównie przez ludność z Jezioran.

## Historia
Tłokowo zostało założone przez   biskupa warmińskiego Eberharda z Nysy w 1318 r. (według innych źródeł powstała w 1321) na ziemi pruskiej Tlocovia, na 67 włókach. Zasadźcą był Ludwig. Rozwój wsi zatrzymały zniszczenia w wyniku wojny trzynastoletniej, przywilej lokacyjny został nadany ponownie w 1476 r. przez biskupa warmińskiego Mikołaja Tungena. W 1402 r. kościół otrzymał przywilej papieski na odpusty.
W drugiej połowie XX wieku we wsi funkcjonowała świetlica, która pełniła funkcję kulturalno-oświatową i była miejscem spotkań dzieci i dorosłych. Odbywały się tu między innymi konkursy kulinarne. Obecnie pomieszczenia świetlicy przeznaczone są do użytku prywatnego.

## Zabytki
- Gotycki kościół pw. św. Jana Chrzciciela, wybudowany w latach 1370-1390, przebudowany w 1500 r. Zachowały się tu resztki unikalnej dekoracji maswerkowej rytej w tynku, malarski wystrój wnętrza, ołtarz główny z 1702 r. z obrazem św. Jana Chrzciciela, ufundowany przez rodzinę Stanisławskich, herbu Sulima, lewy ołtarz boczny późnorenesansowy z gotyckimi rzeźbami z XV i XVI w. (św. Katarzyna i św. Barbara), ambona późnorenesansowa bogato zdobiona, prawy ołtarz barokowy wyzłocony pochodzący z XVII w., posiadający bogatą dekorację akantową, zabytkowe obrazy, ponadto unikalne antepedium kurdybanowe z końca XV w. Szczyt wschodni zdobiony czterema rzędami blend ostrołukowych, od południa niewielka kruchta. Przy kościele ocalała też drewniana wieża dostawiona w XVIII w[4].
- Barokowy kościół św. Rocha (sanktuarium na Warmii, do którego przybywają liczne pielgrzymki). Powstanie obiektu związane z legendą o znalezieniu w lesie w 1652 r. puszki z Najświętszym Sakramentem. Wybudowano tu najpierw kaplicę, a w roku 1665 rozbudowano, wieża powstała w 1750, rozbudowana w 1866[4]. Kościół był najpierw poświęcony Świętemu Sakramentowi, a po panującej na Warmii dżumie św. Rochowi. Świątynia została konsekrowana przez biskupa Ignacego Krasickiego w dniu 20 września 1790 r. W II poł. XIX w. kościół został powiększony i stał się miejscem pielgrzymkowym, nazywanym z niem. Waldkirche (Wallkirche?). Ołtarz rokokowy skradziony w 1974 r. Obecnie budynek kościoła nie jest już w złym stanie technicznym – odnowiono elewację. Świątynia jednak nadal wymaga remontu. Dwa razy w roku sprawowana jest tam msza święta: 15 sierpnia – w uroczystość Wniebowzięcia Najświętszej Maryi Panny, w przeddzień wspomnienia św. Rocha – po pielgrzymce parafialnej, wyruszającej spod kościoła św. Bartłomieja w Jezioranach oraz w poniedziałek po uroczystości Zesłania Ducha Świętego. Do zabytków zaliczany jest także krucyfiks barokowy znajdujący się obok kościoła z datą na cokole 1777.
- kapliczki (w tym śródpolne).

Wykonane badania archeologiczne wskazują na wcześniejsze osadnictwo. Odkryto m.in. pozostałości 20-metrowego pomostu z pni brzozowych, w wykopie znajdującym się na terenie dawnego jeziora. Znaleziono także kilka tajemniczych przedmiotów różnej wielkości. Prawdopodobnie odkryte obiekty pochodzą z 10500-11000 lat p.n.e., z końca starszej epoki kamienia. Innym znaleziskiem jest harpun pochodzący sprzed 9 tys. lat.